# El Portal Road
El Portal Road, également appelée All-Year Highway, est une route américaine dans le comté de Mariposa, en Californie. Extrémité orientale de la California State Route 140 dans la Sierra Nevada, cette voie d'accès au parc national de Yosemite longue de 7,5 milles relie la sortie est d'El Portal à la vallée de Yosemite en longeant la Merced. Une station de rangers opérée par le National Park Service accueille les visiteurs de l'aire protégée à proximité d'une arche naturelle dite Arch Rock sous laquelle la voie passe.